# 海因茨·席斯特
海因茨·席斯特（Heinz Schiestl，1867年2月23日—1940年4月11日）是一位奥地利-德国雕塑家和平面艺术家。他于1896年接管了父亲在维尔茨堡的工作室。 1908年，他与慕尼黑小学教师琳达·沃夫尔（Linda Wölfel）结婚，后者早在1922年就去世了，年仅46岁。曾經有超过20个城市委托海因茨·席斯特设计紧急货币。1937年，在他70岁生日之际，维尔茨堡當局授予他银城牌匾和Riemenschneider美术奖。1940年4月11日，海因茨·席斯特死于水肿，死後被埋葬在位於Hauptfriedhof Würzburg的家族墓地中。

## 外部鏈接
- 海因茨·席斯特（德国国家图书馆目录相关文献）
- Heinz Schiestl （页面存档备份，存于）, Unser Würzburg – Online-Lexikon
- Heinz Schiestl´s Lüsterweibchen （页面存档备份，存于）